# أورنيتا
بلدية أورنيتا (بالإسبانية: Urnieta) هي بلدية تقع في مقاطعة غيبوثكوا التابعة لمنطقة إقليم الباسك شمال إسبانيا.

## الديموغرافيا
بلغ عدد سكان بلدية أورنيتا 6.167 نسمة عام 2011 (وفقاً للمعهد الوطني للإحصاء الإسباني).
| 5.120 | 5.376 | 5.733 | 5.847 | 5.998 | 6.135 | 6.167 |

## أعلام
- إكير هرنانديز